# Allhallows (Cumbria)
Allhallows est une paroisse civile de Cumbria, située dans le nord-ouest de l'Angleterre. 